# عسبلة

تعديل مصدري - تعديل

عسبله هي إحدى قرى عزلة القارة بمديرية رصد التابعة لمحافظة أبين، بلغ تعداد سكانها 122 نسمة حسب تعداد اليمن لعام 2004.